# Robbenöarna
Robbenöarna är en ögrupp i Antarktis. Den ligger i havet utanför Västantarktis. Argentina, Chile och Storbritannien gör anspråk på området. Toppen på Robbenöarna är 368 meter över havet. Öarna ligger delvis i Larsens shelfis.
Det finns inga samhällen i närheten. 